# Eriochiton dugdalei
Eriochiton dugdalei är en insektsart som beskrevs av Hodgson och Henderson 1996. Eriochiton dugdalei ingår i släktet Eriochiton och familjen filtsköldlöss. Inga underarter finns listade i Catalogue of Life.